# سیاست حسن روحانی در پرونده هسته‌ای و تحریم‌ها

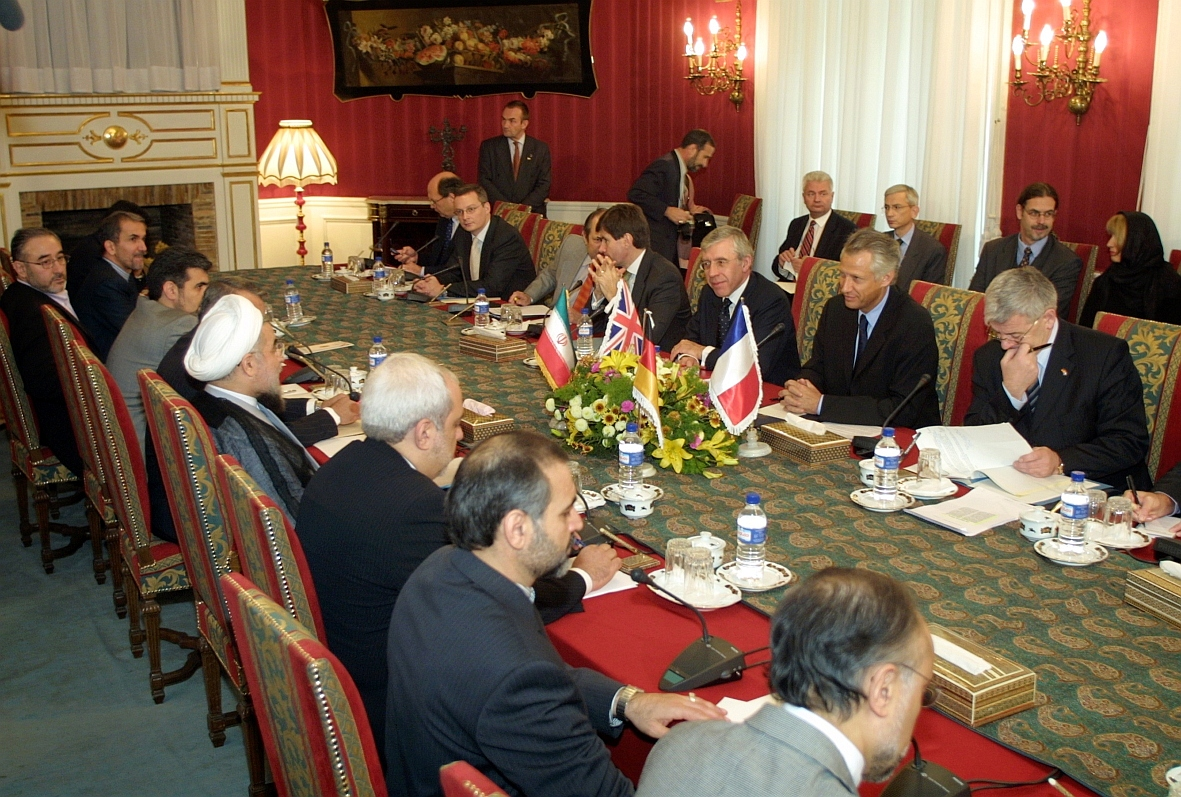
نخستین نشست هسته‌ای با سه کشور اروپایی، تهران (سعدآباد)، ۲۹ مهر ۱۳۸۲

سیاست حسن روحانی در مسئله هسته‌ای ایران، تلاش برای خروج پرونده ایران از شورای امنیت در کنار تکمیل فناوری هسته‌ای در کشور است. روحانی می‌گوید هم برای ایران و هم برای دشمنان و کشورهای غربی تنها روش، گفتگو و مذاکره است. مقصود دولت بایستی در نهایت این باشد که تحریم‌ها زدوده شود؛ چرا که به سود ملت ما نمی‌باشد. اینکه در کدام نشست و به چه شکل موضوع لغو تحریم‌ها را مطرح کنیم، یک تاکتیک مذاکراتی است. باید مقداری راهکارها و لحن و ادبیات‌مان تغییر کند. ضمن اینکه به نظم جهانی انتقاداتی دارم اما به معنی تقابل با دنیا هم نیست. باید به نوعی با دنیا در تعامل باشیم که هزینه‌هایمان را کاهش دهیم و خود را به مقاصدی که در سند چشم‌انداز است نزدیک کنیم. اگر غرب حقیقتاً به دنبال اعتماد نسبت به فعالیت‌های هسته‌ای ایران است روشی جز مذاکره ندارد و ما هم برای نیل به حقوق‌مان و شکستن تحریم‌ها و گذر از مسیری که اکنون دشمن برای ما به وجود آورده‌است مذاکره بهترین روش است. در جهان سیاست خارجی نیاز است به دنبال یارگیری باشیم. در شورای حکام آژانس بین‌المللی انرژی اتمی ۳۵ کشور وجود دارد که باید از میان آن‌ها یارگیری کنیم تا به مقصودمان برسیم. حسن روحانی گفته‌است بایستی اسلوبی را برگزینیم که ایران را به هدفش برساند نه راهی که تکبیرآفرین باشد. یکی از مجال‌هایی که برای آمریکایی‌ها موجود است در صحنه ۱+۵ است. اگر آن‌ها قصد دارند در خصوص پرونده هسته‌ای سخن بگویند مذاکرات فرصت مناسبی است، اما اینکه آمریکا به جلسات می‌آید و سختگیری و مقاومت نابجا می‌کند فرصتی است که از دست می‌رود.
روحانی گفته‌است در دوران حضور من در دولت تعداد تولیدات هسته‌ای ما ۱۵۰ عدد بود و ما در تلاش بودیم تا دروغ بودن ادعای آمریکا را اثبات کنیم و با ارشادات رهبری به فناوری دست یافتیم و این امر محقق شد. وی در بیان انتقاد خود نسبت به روند موجود مذاکرات هسته‌ای با بیان اینکه مذاکرات در زمان ما در سطح وزرا و رؤسای کشورها در حال انجام بود گفت: متأسفانه مذاکرات در حال حاضر در حد مدیرکل ۵ کشور صورت می‌گیرد و تنها دیپلمات ارشد حاضر در مذاکرات نماینده ایران است.
روحانی در پاسخ به منتقدان وی که معتقدند در زمان اوهمه برنامه هسته‌ای کشور متوقف شده‌است، می‌گوید در مذاکرات سعدآباد توافق نامه‌ای امضا نشد و بیانیه صادر شد و اظهاراتی در این مورد کذب است؛ ما فناوری‌ها را کامل کردیم؛ تعداد سانتریفیوژها در زمستان ۱۳۸۳ تکمیل شد، پروژه آب سنگین و کیک زرد هم در سال ۱۳۸۳تکمیل شد.
حسن روحانی برای تشکیل کابینه دولت تدبیر و امید، چهار کارگروه اقتصادی، سیاست خارجی، سیاست داخلی و مسائل فرهنگی و اجتماعی را تشکیل داده است که زیر نظر این چهار کمیته؛ ۲۰ کارگروه مشغول به کار هستند، از ۵۰۰ نفر از صاحبنظران و شخصیت‌های فرهیخته، دانشگاهی با سابقه کار اجرایی یا قانون‌گذاری و بسیاری از تشکل‌های مردمی نیز استفاده کرده‌است.
کتاب امنیت ملی و دیپلماسی هسته‌ای نوشته حسن روحانی بازگوکننده دیدگاه‌های وی در موضوع برنامه و پرونده هسته‌ای ایران است. او در این کتاب، خاطرات خود از مسائل و حوادث به وجود آمده در ۶۷۸ روز مسئولیت خود و همکارانش (۱۳۸۲/۷/۱۴ تا ۱۳۸۴/۵/۲۴) حول موضوع انرژی هسته‌ای ایران و چالش‌های به وجود آمده توسط کشورهای غربی به خصوص آمریکا و سه کشور اروپایی فرانسه، آلمان و بریتانیا را بیان می‌کند.
روزنامه واشینگتن پست نوشت حسن روحانی که به شیخ دیپلمات معروف است در نشست خبری پس از مراسم تحلیف، تمایل خود را در شرکت در مذاکرات اتمی با جامعه بین‌المللی ابراز کرد. این روزنامه به نقل از الیوت انگل، یکی از نمایندگان حامی طرح تحریم نفتی ایران گفت: اگر روحانی به راستی اراده و اختیار اتخاذ یک موضع شجاعانه در مورد برنامه هسته‌ای ایران نظیر تعلیق غنی‌سازی اورانیوم را داشته باشد، او فرصت کوچکی تا پیش از تبدیل شدن این طرح به قانون خواهد داشت. مقامات و تحلیلگران آمریکایی می‌گویند، موج اخبار بد اقتصادی، کار را برای دولت حسن روحانی پیچیده خواهد کرد، اما در عین حال می‌تواند تمایل ایران به پذیرش محدودیت‌ها در زمینه فعالیت‌های هسته‌ای را نیز افزایش دهد. روحانی فردی میانه‌رو که در زمره مشاوران رهبر عالی ایران قرار دارد، وی در شرایطی ریاست جمهوری ایران را عهده‌دار می‌شود که این کشور پس از یک دهه کشمکش با غرب بر سر پرونده هسته‌ای، در موقعیتی حساس قرار دارد. دولت اوباما که در دو سال گذشته شدیدترین تحریم‌ها را علیه ایران به اجرا گذاشته است، امیدوار است بتواند طرف مذاکره نرم خوتری را در دولت روحانی برای خود بیابد که سیاست خارجی ایران را بر اساس وعده‌های داده شده، عملگرایانه تر به پیش ببرد.
روزنامه واشینگتن پست از غرب می‌خواهد تا هرچه سریعتر مذاکره با ایران را آغاز کند. این روزنامه به نقل از حسن روحانی نوشت که اگر آمریکا تمایل مثبت و احترامش را نشان دهد، راه برای تعامل متقابل گشوده می‌شود. حسن روحانی بدون شک مصمم است تا تحریم‌های بین‌المللی را کاهش دهد و هنوز روشن نیست که چگونه و با چه سرعتی وی می‌تواند یا می‌خواهد زمینه برنامه هسته‌ای ایران را تغییر دهد. حسن روحانی تلاش می‌کند لحن را در عرصه بین‌الملل تغییر دهد. وی اصلاح طلب نیست اما میانه‌رو است و پیروزی وی در انتخابات ریاست جمهوری و مواضع وی می‌تواند نشانگر سیگنال‌های جدید و متفاوتی با سیاست تقابل در سال‌های اخیر باشد. روحانی از گسترش ازادی‌های مدنی و آزادی زندانیان سیاسی صحبت کرد و نامزدهای اصولگرای انتخابات ریاست جمهوری را شکست داد. روحانی چندین تکنوکرات را برای حضور در کابینهاش انتخاب کرد و پیشنهاد کاهش یا لغو فیلترینگ اینترنت را که به شدت تحت کنترل است، مطرح کرد. حسن روحانی در کنفرانسی خبری پس از شروع به کار بر تمایلش برای مذاکره با آمریکا، تأکید کرد. وی در کنفرانس خبری تأکید کرد که آماده ورود به مذاکرات جدی و حقیقی دربارهٔ برنامه هسته‌ای ایران است، وی افزود که راه حل تنها از مسیر گفتگو و نه تحریم به دست می‌آید. روحانی تأکید کرد اگر آمریکا تمایل مثبت و احترامش را نشان دهد، راه برای تعامل متقابل گشوده می‌شود.

« بسیاری از تهدیدها با این انتخابات برطرف و جایگاه جمهوری اسلامی ایران در عرصه بین‌الملل به جایگاهی جدید در افکار عمومی مبدل شد و جهانیان با دیدگاهی دیگر نسبت به ایران و نظام جمهوری اسلامی ایران نگاه کردند. در سیاست خارجی دولت تدبیر و امید ضمن توجه به حقوق مردم و پاسداشت همه حقوق ملت ایران تلاش می‌کند با منطق و استدلال و تعامل سازنده با دنیا شرایطی را بوجود آورد تا بهانه‌هایی که غرب برای تحریم ایران دنبال می‌کند را از دست آن‌ها گرفته و تلاش می‌کند که فشار نابجا، نابحق و غیرقانونی که علیه ملت ایران به انجام رسیده از ملت دور کند. »

حسن روحانی در مجلس خبرگان رهبری، ۱۳ شهریور ۱۳۹۲
آسوشیتدپرس از قول حسن روحانی نوشت که ایران خواستار از سرگرفتن مذاکرات هسته‌ای است. حسن روحانی در خصوص تداوم برنامه هسته‌ای ایران، خطاب به آمریکا گفته‌است که زبان تحریم را رها کند. وی امیدوار است فشارهای اقتصادی کنونی که بر مردم تحمیل شده‌است متوقف گردد.
روحانی می‌گوید با عزم سیاسی، احترام متقابل و تأمین منافع مشترک و تنها از طریق تحقق عینی حقوق مردم ایران می‌توان صلح‌آمیز بودن برنامه هسته‌ای ایران را تضمین نمود. با اعتمادسازی متقابل می‌توان در یک دوره زمانی کوتاه به این تضمین متقابل دست یافت.
حسن روحانی همچنین تأکید کرده‌است باید رژیمی که دارای زرادخانه‌های کشتار جمعی است نیز به معاهده خلع سلاح هسته‌ای بپیوندد.

## تاریخچه
دوران تصدی روحانی در پرونده هسته‌ای از ۱۳۸۲/۷/۱۴ تا ۱۳۸۴/۵/۲۴ (۶۷۸ روز) بود. این دوران پس از طرح موضوع هسته‌ای ایران در سطح بین‌المللی و صدور قطعنامه شدیداللحن آژانس بین‌المللی انرژی اتمی آغاز گردید. شورای حکام آژانس، نخست در خرداد ۱۳۸۲ طی یک بیانیه و سپس در شهریور همان سال طی قطعنامه‌ای به پرونده هسته‌ای ایران پرداخته و تلاش کرد تا تعهدات سختی را بر دوش ایران قرار دهد. در این هنگام که مقارن با پیروزی آمریکا در عراق و تشدید فضای جنگ در منطقه بود، جامعه جهانی دچار بحران و تنش بی‌سابقه‌ای بود و نسبت به روند پیشرفت‌های هسته‌ای ایران نیز حساسیت خاصی به وجود آمده بود.: ۱۲۰–۱۲۶ 
با افزایش تنش‌ها و با توجه به ناسازگاری‌های موجود میان وزارت امور خارجه و سازمان انرژی اتمی، با پیشنهاد کمال خرازی وزیر امور خارجه و موافقت رئیس جمهور و همچنین سایر اعضای جلسه سران نظام، تصمیم گرفته می‌شود تا با تشکیل یک هسته قوی کارآمد سیاسی-فنی-حقوقی، مسئولیت مذاکرات برعهده حسن روحانی گذاشته شود تا با اختیارات ویژه، برنامه جامعی برای ادامه کار تهیه کند و هماهنگی لازم بین ارگان‌های ذی‌ربط را برقرار نماید. بدین ترتیب با حکم سید محمد خاتمی و تأیید سید علی خامنه‌ای، حسن روحانی در تاریخ ۱۳۸۲/۷/۱۴ مسئول پرونده هسته‌ای می‌شود: ۱۳۸–۱۴۰  و از آن تاریخ، این پرونده به‌طور کامل به دبیرخانه شورای عالی امنیت ملی محول می‌گردد. متعاقباً مذاکرات ایران با سه کشور اروپایی از تهران (سعدآباد) شروع و در ماه‌های بعد در بروکسل، ژنو و پاریس ادامه می‌یابد.

## ریاست جمهوری
سیاست حسن روحانی در مسئله هسته‌ای ایران، تلاش برای خروج پرونده ایران از شورای امنیت در کنار تکمیل فناوری هسته‌ای در کشور است. حسن روحانی می‌گوید هم برای ایران و هم برای دشمنان و کشورهای غربی تنها روش، گفتگو و مذاکره است. مقصود دولت بایستی در نهایت این باشد که تحریم‌ها زدوده شود؛ چرا که به سود ملت ما نمی‌باشد. اینکه در کدام نشست و به چه شکل موضوع لغو تحریم‌ها را مطرح کنیم، یک تاکتیک مذاکراتی است. باید مقداری راهکارها و لحن و ادبیات‌مان تغییر کند. ضمن اینکه به نظم جهانی انتقاداتی دارم اما به معنی تقابل با دنیا هم نیست. باید به نوعی با دنیا در تعامل باشیم که هزینه‌هایمان را کاهش دهیم و خود را به مقاصدی که در سند چشم‌انداز است نزدیک کنیم. اگر غرب حقیقتاً به دنبال اعتماد نسبت به فعالیت‌های هسته‌ای ایران است روشی جز مذاکره ندارد و ما هم برای نیل به حقوق‌مان و شکستن تحریم‌ها و گذر از مسیری که اکنون دشمن برای ما به وجود آورده‌است مذاکره بهترین روش است. در جهان سیاست خارجی نیاز است به دنبال یارگیری باشیم. در شورای حکام آژانس بین‌المللی انرژی اتمی ۳۵ کشور وجود دارد که باید از میان آن‌ها یارگیری کنیم تا به مقصودمان برسیم. حسن روحانی گفته‌است بایستی اسلوبی را برگزینیم که ایران را به هدفش برساند نه راهی که تکبیرآفرین باشد. یکی از مجال‌هایی که برای آمریکایی‌ها موجود است در صحنه ۱+۵ است. اگر آن‌ها قصد دارند در خصوص پرونده هسته‌ای سخن بگویند مذاکرات فرصت مناسبی است، اما اینکه آمریکا به جلسات می‌آید و سختگیری و مقاومت نابجا می‌کند فرصتی است که از دست می‌رود.

« ما با بمب هسته‌ای مخالفیم بخاطر اینکه دین ما و اخلاق ما به ما می‌گوید سلاح کشتار جمعی و از جمله سلاح هسته‌ای غیرانسانی هست و خطرناک برای بشریت. ما هرگز دنبال سلاح هسته‌ای نبوده، نیستیم و نخواهیم بود. ما صرفاً دنبال فناوری‌های صلح‌آمیز هسته‌ای خواهیم بود و بنابراین در این زمینه می‌خواهیم همه جهانیان بدانند که سلاح هسته‌ای در دکترین ما جایی ندارد و نخواهد داشت. »

حسن روحانی در گفتگو با شبکه NBC
حسن روحانی در نخستین نشست خبری حسن روحانی گفت دوره توقف غنی‌سازی سپری شده‌است. اینک در شرایط ویژه‌ای هستیم. بسیار شیوه‌های اعتمادساز زیادی موجود است. حسن روحانی یادآوری کرد که ما با ژاک شیراک در مذاکرات سال ۲۰۰۵ به توافق پایانی رسیدیم که چگونه اعتماد بین‌المللی حاصل شود و غنی‌سازی ادامه یابد آلمان نیز پذیرفت اما بریتانیا با فشار آمریکا موافقت نکرد و کار ناتمام ماند. یکی از راه حل‌ها همین توافقات من با آقای شیراک است. وی اظهار داشت: موضوع هسته‌ای فقط راه حل مذاکراتی دارد و بس. نه تهدید مؤثر است نه تحریم. وی اضافه کرد احقاق حقوق حقه ملت ایران از مهترین امور است. حسن روحانی گفت: دو راه حل برای رفع تحریم‌ها موجود است یکی قدم گذاشتن در مسیر شفافیت بیشتر و افزایش اعتماد متقابل. وی همچنین گفت تلاش می‌کنیم تحریم دیگری روی ندهد. رئیس جمهوری ایران دربارهٔ تحریم‌های غرب علیه ایران تأکید کرده‌است که این تحریم‌ها به سود هیچ‌کس نیست و تنها اسرائیل از چنین تحریم‌هایی بهره می‌برد.
علی‌اکبر صالحی وزیر امورخارجه دولت دهم در تاریخ ۵ تیر ۱۳۹۲ گفت که حسن روحانی گروهی را برای ادامه گفتگوهای ۱+۵ تعیین کرده‌است. وی همچنین گفت دور بعدی مذاکرات هسته‌ای با روحانی است.
وی می‌گوید: برای سیاست هسته‌ای ۴ دوره پیش رو داشتیم و در دوره یازدهم پنجمین دوره را آغاز خواهیم کرد. در سال ۱۳۸۱ پرونده ایران در سازمان انرژی هسته‌ای متمرکز بود و وزارت خارجه هم کمک می‌کرد. از مهر ماه ۱۳۸۲ تا مرداد ۱۳۸۴ پرونده هسته‌ای ایران در اختیار شورای عالی امنیت ملی بود و مسئولیت پرونده زیر نظر من بود و در دوره سوم علی لاریجانی مسئول پرونده و دوره چهارم مسئول رسیدگی به پرونده سعید جلیلی است که در این چهار دوره این افراد مسئولیت پرونده هسته‌ای را برعهده داشتند و سعی شد تا بهترین رویه را در رسیدگی به کار ببرند و چیزی را کم نگذاشتند، اما هر زمان که اجماع ملی پشت سیاست هسته‌ای بوده و هر سه قوا از تیم گفتگوکننده پشتیبانی کرده‌اند کار بهتر چلو رفته و هر زمان این پشتوانه وجود نداشته، مشکلات زیاد بوده و به خوبی پیش نرفته‌است. در پرونده هسته‌ای من به دنبال اجماع ملی خواهم بود و دولت با تمام قدرت از تیم مذاکره‌کننده پشتیبانی و اجماع ملی را به دست خواهد آورد چراکه مسئله بسیار حساس است و مسئله منافع ملی می‌باشد و کوشش ما بر این است که فناوری هسته‌ای را تکمیل و حفظ نماییم. باید سعی کرد تا ضمن حفظ فناوری هسته‌ای، در سیاست خارجی هزینه‌ها را کاهش دهیم و قادر باشیم مشکلاتی که بیگانگان به بهانه هسته‌ای به وجود آورده‌اند عبور کنیم.
وی می‌گوید قسمتی از تحریم‌ها که مربوط به آمریکاست از گذشته بوده و ما با آن مقابله کرده‌ایم، اما در سال‌های اخیر دو معضل روی داده است، بخشی مربوط به تحریم در شورای امنیت سازمان ملل است که این بی‌سابقه بوده چون تحریم‌های قبلی تحریم سازمان مللی نبوده، مشکل دیگر این است که ما همواره سعی می‌کردیم فاصله‌ای میان اتحادیه اروپا و آمریکا باشد و در پرونده هسته‌ای هم این فاصله را ایجاد کرده بودیم. این مسئله وابسته به هنر دیپلماسی و دولتمردان و مسوولان است که نگذارند اجماع ضد یک کشور ایجاد شود، به علت ایجاد این اجماع مشکل کنونی برای ایران ایجاد شده‌است ما بایستی از راهی که دشمن استفاده کرد بهره ببریم و برگردیم و باید با کوشش و فعالیت و مذاکره جدی بتوانیم کاری کنیم که این اجماع را بشکنیم، این کار یک شبه امکان‌پذیر نیست اما به دلیل تجربه فراوانی که دارم می‌دانم شدنی است. این کار با یک نشست جدی ممکن است، گفتگو به معنای اعلام مواضع نیست، بلکه به این معناست که موضوعی مورد ارزیابی قرار گیرد و دو سوی مذاکره وارد بحث شوند. در گفتگو باید پل زده شود تا به نقطه مشترک برسیم. موضوع تحریم در میان‌مدت قابل رفع است نه در کوتاه‌مدت.
حسن روحانی می‌گوید «حتماً حق هسته‌ای حق مسلم مردم ما هست کما اینکه صدها حق دیگر حق مسلم مردم ما هست توسعه کشور هم حق مسلم مردم ما هست بهبود زندگی هم حق مسلم مردم ما هست ایستادگی در برابر تحریم و رفع تحریم هم حق مسلم مردم ما هست رابطه خوب با دنیا هم حق مسلم مردم ما هست عزت و سربلندی کشور و مردم هم حق مسلم مردم ما هست به همه حقوق مسلم کشور باید توجه کنیم و احترام بگذاریم و از جمله حق هسته‌ای که آن هم حق مسلم ماست اما این هسته‌ای برای چیست؟ همان‌طور که شما گفتید برای بمب که نیست مقام معظم رهبری فرمودند که اساساً ما این را حرام می‌دانیم و دنبالش نخواهیم بود پس هسته‌ای برای چه است برای توسعه است، هسته‌ای برای عظمت کشور است حواسمان باشد چگونه رفتار می‌کنیم دولت من با کمترین هزینه این حق را تثبیت می‌کند و پیش می‌برد مهم این است که چه مقدار هزینه برای چه کاری ما پرداخت کنیم، ما توانستیم در سال‌های هشتاد و دو و هشتاد و سه و هشتاد و چهار کاری بکنیم که ضمن اینکه فناوری هسته‌ای را کامل می‌کنیم چون می‌دانید که مردم ما جوان‌های ما باید به خوبی بدانند که فناوری هسته‌ای اصلش مال دولت سازندگی است تکمیل این فناوری، مال دولت اصلاحات است همه بدانند ملت ایران، فناوری هسته‌ای در سال هشتاد و یک، هشتاد و دو و هشتاد و سه کامل شد در بهار هشتاد و چهار بهاری بود که یو سی اف اصفهان کامل بود زیرزمین نطنز تقریباً کامل شده بود آب سنگین اراک کامل شده بود کیک زرد بندرعباس تکمیل شده بود همه این‌ها در این دوران انجام گرفت بنابراین فناوری هسته‌ای کامل شد حق مسلم یعنی صلح‌آمیز بودن، یعنی دنیا بداند که چون اگر صلح‌آمیز بودن ثابت نشود آن وقت آن حق از نظر بین‌المللی زیر سؤال قرار می‌گیرد این در سال هشتاد و سه به اثبات رسید برای اولین بار شورای حکام در سال هشتاد و سه اعلام کرد به اتفاق آراء که فناوری ایران و فعالیت ایران در مسیر صلح‌آمیز است دایورژن ندارد یعنی انحراف ندارد اصلاً و این یعنی محکوم شدن آمریکا، آمریکایی‌ها عمری سال‌ها می‌گفتند ایران دنبال بمب است و این قطعنامه به اتفاق آراء که آمریکایی‌ها هم عوض شورای حکام بودند صادر شد بزرگترین ضربه حیثیتی حقوقی برای آمریکا بود و چقدر خوب است وقتی که در جایگاه حقوقی، آمریکا محکوم می‌شود چقدر خوب است که در جایگاه سیاسی، آمریکا منزوی می‌شود آنجایی که آمریکا بخواهد بیاید به منافع ما تجاوز کند و تنها ما شعار بدهیم خیلی مردم خوشحال نمی‌شوند مردم زمانی خوشحال می‌شوند که ما نقشه آمریکا را نقش بر آب بکنیم فناوری هسته‌ای را ما حفظ می‌کنیم در کنار همه فناوری‌ها، سانتریفوژ ما می‌چرخد در کنار چرخش کل کشور، کارخانه‌ها، صنعت، زندگی مردم، حیات مردم، نشاط مردم با کمترین هزینه و این حتماً در دولت تدبیر و امید دنبال خواهد شد.»

« خیلی قشنگ هست که سانتریفیوژ بچرخد، به شرط این‌که کشور هم بچرخد اما اگر سانتریفیوژها بچرخد و کل کشور بخوابد چه فایده‌ای دارد؟  »

حسن روحانی در فیلم مستند انتخاباتی 

## درگفتگوی خبری
حسن روحانی دربارهٔ پرونده هسته‌ای در گفتگوی ویژه خبری گفت «اساس این است که ما تهدید را تبدیل به فرصت کنیم این اصل است ما باید تهدید را اگر نتوانستیم فرصت کنیم آسیب کنیم لااقل، بعد آن آسیب را تبدیل بکنیم به شرایط عادی، بعد تبدیل کنیم به فرصت، سیاست ما در آن بیست و دو ماه تحت نظارت مقام معظم رهبری که من آن روز نماینده ایشان در شورای عالی امنیت ملی بودم امروز هم هستم نماینده ایشان در شورای عالی امنیت ملی هستم این بود که تهدیدها را دفع کنیم توطئه آمریکا را بشکنیم هر کجا توطئه آمریکا شکسته بشود خیلی قشنگ است خیلی زیباست ملت ما لذت می‌برد آمریکا می‌خواست چه کار بکند آمریکا می‌خواست پرونده ما را به شورای امنیت ببرد آمریکا برد تا پشت در نیویورک، از وین حرکتش داد برای اینکه در قطعنامه شهریور ۱۳۸۲ طبق ماده ۱۸ قطعنامه را بستند قطعنامه شورای حکام، شما خودت کم و بیش آشنا هستی ماده ۱۹ آن یعنی شورای امنیت، ما می‌خواستیم این تهدید را تبدیل کنیم به فرصت، نگذاریم برود شورای امنیت نگذاریم کشور دچار جنگ بشود کشور دچار تحریم بشود آمریکا چه می‌خواست، آمریکا می‌خواست همان بلایی که سر لیبی آورد سر ما بیاورد می‌خواست آنچه ما در فناوری هسته‌ای داریم کامل نشود همانی هم که داریم تحویلش بدهیم ما دنبال این بودیم که فرصت درست کنیم این فناوری کامل بشود.
آن روز که سه وزیر اروپایی را دعوت کردیم فقط ده تا عدد سانتریفیوژ در نطنز می‌چرخید ما یک گرم یو اف ۴ و یو اف ۶ نمی‌توانستیم تولید کنیم ما آب سنگین نداشتیم ما کیک زرد نمی‌توانستیم تولید کنیم ما تولیدات سانتریفیوژ ما در کشور کلش صد و پنجاه عدد بود ما می‌خواستیم همه این‌ها را کامل کنیم ما نیاز به فرصت داشتیم ما می‌خواستیم آن تهدید را تبدیل کنیم به فرصت، آمریکا چه کار می‌خواست بکند؟ می‌خواست بگوید ایرانی‌ها دنبال بمبند ما می‌خواستیم چه کار کنیم؟ ما می‌خواستیم بگوییم آمریکا دروغ می‌گوید، ایران دنبال بمب نیست امروز هم نیست فردا هم نخواهد بود چون رهبری نظام فرموده حرام است، ایران دنبال توسعه است دنبال فناوری است ما می‌خواستیم ثابت بکنیم ما دنبال فناوری صلح‌آمیز هسته‌ای هستیم این کار را کردیم به حول و قوه الهی، با ارشادات رهبری، با اتفاق مسئولین، با اجماع مسئولین، آقای البرادعی در خاطراتش نوشته آقای فیشر نوشته آقای استراو، خاطرات دیگر همه چاپ شده آمده بیرون، آقای فیشر می‌گوید ما رفتیم تهران قول دادیم به ایران که پرونده را نخواهیم گذاشت به شورای امنیت برود البته از این بالاتر این‌ها گفتند فیشر راست می‌گوید چون او عضو دائم نبوده اما فرانسه و انگلیس قول حق وتو به ما دادند در جلسه رسمی، گفتند روبروی آمریکا می‌ایستیم نمی‌گذاریم این پرونده برود اگر آمریکا برد از حق وتو استفاده می‌کنیم این ضبط است در صورت مذاکرات رسمی ما با سه کشور، این آنی است که من می‌گویم باید تهدید تبدیل به فرصت بشود آقای البرادعی در کتابش که همین اخیراً هم ترجمه به فارسی هم شده می‌گوید سه وزیر اروپایی آمدند به من گفتند ما سپر انسانی شدیم برای ایران تا آمریکا نتواند به ایران حمله کند ما نگذاشتیم به ایران حمله بشود در آن شرایط حساس، یادتان باشد کی بود تازه آمریکا آن هم بوش آن هم با آن دیوانگی که شما از آن دولت نئوکان یادتان است و سراغ دارید که خود اروپایی‌ها می‌گفتند این خُلند می‌گفتند این‌ها دیوانه‌اند افغانستان را گرفته بودند عراق را اشغال کرده بودند ظرف سه هفته، در دل شان قند آب می‌کردند که فردا یا پس فردا نوبت ایران می‌شود پرونده را می‌بریم شورای امنیت و آنجا تصویب می‌کنیم و بعد حمله می‌کنیم من نمی‌خواهم بگویم ما از آمریکا می‌ترسیم ما از آمریکا نمی‌ترسیم ما از هیچ‌کس نمی‌ترسیم اما تا آنجایی که می‌توانیم نباید بگذاریم جنگ بشود اگر هم یک روزی دشمن خواست جنگ را تحمیل کند ما مرد جنگیم ما می‌ایستیم من همان طلبه‌ای هستم که به عنوان یک سرباز خدمتگزار هشت سال در دفاع مقدس بودم و به اندازه خودم هم خدماتی داشتم به عنوان یک سرباز کوچک، پس حالا اجازه بدهید من این بحث را تمام کنم پس بنابراین ما نگذاشتیم آن وقت این کار بشود نگذاشتیم هم پرونده به شورای امنیت برود صلح‌آمیز بودن هسته‌ای را ظرف یک سال با حضور آمریکا ثابت کردیم شورای حکام در نوامبر ۲۰۰۴ آذر ۱۳۸۳ به اتفاق آراء تصویب کرد فعالیت ایران، صلح‌آمیز است و اگر قصوری داشته جبران کرده یعنی شکست آمریکا، این همانی است که خانم رایس می‌گوید ما می‌خواستیم ایران را منزوی کنیم ایران، ما را منزوی کرد امروز باید چه کار کنیم؟ امروز هم باید تهدیدها را تبدیل به فرصت کنیم البته فرق‌هایی هم دارد دیگر، آن وقت نگذاشته بودیم برود به شورای امنیت، امروز دشمن، پرونده را برده باید تلاش بیشتری بکنیم باید کوشش بیشتری بکنیم باید پرونده از شورای امنیت دربیاید باید تحریم ظالمانه برداشته بشود این کار ظلم است خلاف قانون است این سلطه طلبی آمریکاست که دارد این کار را می‌کند متأسفانه، این ظلم شورای امنیت سازمان ملل و از آن‌ها بدتر آن‌هایی که دارند تحریم یک جانبه می‌کنند اما ما آن زمان برای اینکه به اهداف برسیم با وزرا مذاکره می‌کردیم کم‌کم رفتیم با روسا مذاکره کردیم رفتیم با شیراک مذاکره کردیم رفتیم با شرودر مذاکره کردیم تا به جایی رسیدیم امروز هم این کار باید بشود باید امروز مذاکرات در حد مدیر کل پنج کشور بشود پنج مدیر کلند آن یک هست از ایران که جایگاه خیلی بالاتری دارد آن پنج تا همه مدیرکلند ما باید برسانیم به سطح وزیر، ما باید برسانیم به سطح روسا، این کار شدنی است کی؟ همه متحد بشویم همه دست به دست هم بدهیم پشت مذاکره‌کننده را نباید خالی کنیم ملت باید بیاید پشت مذاکره‌کننده، مذاکره‌کننده آن روز پیروز است ما در این نبرد با همت بلند با رهبری رهبر با وحدت ملت با درایت با تدبیر، نه با درشت گویی نه با شعار، با تدبیر ان شاءالله این کار را خواهیم کرد و این تهدید را تبدیل به فرصت خواهیم کرد. دربیانیه تهران قطعنامه این بود همه چی متوقف بشه ما نگذاشتیم ما فقط آن ده تا سانتریفیوژی که تو نطنز کار می‌کرد آن هم بازدهی اش را تعلیق کردیم. ما مذاکرات تهران را در مهر هشتاد و دو انجام دادیم یو سی اف می‌دانید کی افتتاح شد اولین مرحله اش فروردین هشتاد و سه می‌دونید مرحله بعدی کی افتتاح شد پاییز هشتاد و سه می‌دونید کی کامل شد فروردین هشتاد و چهار آب سنگین چی می‌دونید کی آب سنگین درآمد تولید شد آب سنگین تابستان هشتاد و سه کیک زرد می‌دونید کی درآمد زمستان هشتاد و سه سانتریفیوژها می‌دونید کی شد سه هزار تا زمستان هشتاد و سه، ما متوقف کردیم! ما کامل کردیم فناوری را فناوری را ما، ما که می‌گویم نه اینکه من دانشمندان هسته‌ای عزیزان ما که دستشان را می‌بوسیم که جانشان را در این راه دادند که احترام می‌کنیم به شهدایمان را که سرفرود می‌آوریم در برابر آن‌ها فرصت را ما ساختیم ما که می‌گویم یعنی اینکه نظام نه حسن روحانی ما که می‌گویم یعنی رهبری یعنی همه دست به دست این همان بود که رهبری چون شما گفتید دارم می‌گم این همان بود که رهبری بعد از مذاکرات تهران دوازده روز بعد در یازده هشت هشتاد و دو فرمود در این مذاکرات توطئه آمریکا و اسراییل شکسته شد کار درست انجام گرفت بدون تسلیم بود بدون پذیرش حرف زور بود اگر خواستید عین عبارت رهبری را براتون می خونم. ما فناوری هسته‌ای را کامل کردیم به این معنا که فرصت لازم را ایجاد کردیم تا یو سی اف اصفهان کامل شود یو اف ۴ تولید شود یو اف ۶ تولید شود روزی که من پرونده را ترک می‌کردم هزار و هفتصد و خرده‌ای سانتریفیوژ آماده ما داشتیم روزی که من پرونده را تحویل گرفتم صد و پنجاه تا داشتیم.»

## تحریم‌های ایران از دید دیگر کشورها
حسن روحانی می‌گوید اکثریت کشورهای عضو ملل متحد و از جمله ۱۲۰ کشور عضو جنبش عدم تعهد، تحریم‌های نامشروع، غیرقانونی و سیاسی علیه جمهوری اسلامی ایران را مردود شناخته‌اند. این تحریم‌ها اقدامی غیرمتمدنانه و بدعتی خطرناک است که به منظور مختل کردن روند توسعه ایران، بی‌رحمانه شهروندان عادی و بی گناه را هدف قرار داده است.

## مناسبات استعماری کهن
حسن روحانی می‌گوید زبان جامعه بشری امروزین، باید زبان تفاهم و تکریم باشد. متأسفانه برخی قدرت‌ها هنوز نتوانسته‌اند خود را از دایره مناسبات استعماری کهن بیرون بکشند و همچنان طبق عادت دیرینه، با دیگر ملت‌ها فقط با زبان زور سخن می‌گویند.

## دیدگاه محمد جواد ظریف
محمدجواد ظریف وزیر امور خارجه ایران   می‌گوید(سلاملکم)اگر آمریکا به دنبال بازی با حاصل جمع صفر در صحنه بین‌المللی باشد، هم خودش می‌بازد و هم طرف مقابل. باید این واقعیت را درک کنیم و دیگران را هم وادار به درک آن کنیم که سیاست خارجی عرصه بازی با حاصل جمع مثبت است و بازی برد - برد است. مردم ایران از حقوقشان نخواهند گذشت و هیچ دولتی هم نمی‌تواند از حقوق مردم بگذرد، اما می‌خواهیم به دنیا نشان دهیم که هیچ تهدیدی از جانب ایران وجود ندارد. ما اصولاً سلاح هسته‌ای را در جهت امنیت کشور نمی‌دانیم. وجود آن‌ها را تهدید امنیت می‌دانیم. سلاح هسته‌ای جایگاهی در دکترین دفاعی ایران ندارد و مایه تهدید است به جای فرصت. ایران کشور قدرتمندی است و نیازمند حضور فعال و قدرت اجماع‌سازی است. باید زمینه‌چینی‌ها مرحله به مرحله انجام شود و در کنار آن با مذاکرات هوشمندانه در برنامه‌ریزی میان مدت و دراز مدت زمینه تحریم‌ها را از بین برد. امیدواریم بتوانم با برنامه‌ریزی، طراحی و اجماع داخلی این کار را انجام دهیم. تهدید در منطقه ما در زمینه هسته‌ای، اشغال و توسعه طلبی اسرائیل است نه تهدید موهومی به نام ایران. کشور ایران قدرتمند است و می‌تواند درست از موضعه اعتماد به نفس مذاکره کند و نگران نباشد که اگر وارد بده بستان سیاسی شویم حقوقمان از دست می‌رود. ما حقوقمان را به هیچ وجه معامله نمی‌کنیم. اگر عقب نروند اشتباه بزرگی مرتکب شده‌اند و ایران متناسب با آن اقدام خواهد کرد. آن‌ها باید بدانند که ایران از حقوق خود کوتاه نخواهد آمد. حقوق ایران باید حفظ شود و نگرانی آن‌ها باید رفع شود. باید از این عبارات هیجان زده هم که در دنیا القا کنند ما چنین قصدی داریم اجتناب شود زیرا هیچ پایه‌ای ندارد که ایران بخواهد دنبال برنامه غیرصلح‌آمیز باشد. گاهی ما از عباراتی استفاده کردیم که معنای آن را نمی‌دانستیم. کلمات در دنیا معنا دارند. باید از این‌ها مراقبت کنیم و نگذاریم از معانی علیه ما سوءاستفاده شود. از همه دوستان تقاضا می‌کنم مراقب واژه‌ها باشند.

## روند مذاکرات در دولت یازدهم
حسن روحانی مسئولیت مذاکرات هسته‌ای را به وزارت امور خارجه محول کرد. حسن روحانی گفته‌است شاید اولین مذاکرات در نیویورک (شهریور ۱۳۹۲) صورت گیرد و پس از آن نیز در محل مورد توافق با ۱+۵ مذاکره شود.
ظاهراهمسوباهاشمی رفسنجانی  اعضای تیم نزدیک به ایت الله خامنه ای  و سپاه مخصوصا شعام راازادامه مذاکرات بازداشته و افراد متمایل به غرب ترجیحا از دیپلمات های وزارت خارجه واردعرصه مذاکرات شدند.گویا این اقدام نوعی تقابل با رهبری تلقی و موجب اظهارناخشنودی عمیق ایت الله خامنه ای گردید.
حسن روحانی در نخستین گفتگوی تلویزیونی (۱۹ شهریور ۱۳۹۲) گفت، ۱+۵ از ما خواسته که مذاکرات را آغاز کنیم و من به عنوان اولین قدم مشخص کردم که مسئول مذاکره‌کننده با ۱+۵، وزارت امور خارجه است. در واقع ما مقدمات این مذاکرات را آماده کردیم و برای گفتگوی جدی با دنیا آماده‌ایم. ما بر اساس حقوق خود طبق مقررات بین‌المللی و ان. پی. تی (پیمان‌نامه منع گسترش سلاح‌های هسته‌ای) عمل می‌کنیم و هیچ‌کس نمی‌تواند ملت ایران را از حق غنی‌سازی در خاک خود محروم کند، البته این غنی‌سازی با شرط صلح‌آمیز بودن و قرار داشتن تحت نظارت آژانس بین‌المللی انرژی اتمی خواهد بود. ما آماده‌ایم که نگرانی‌های دنیا را برطرف کنیم. چارچوب فعالیت‌های ما مقررات بین‌المللی است و اگر طرف مقابل اراده جدی داشته باشد مسئله هسته‌ای در زمانی نه چندان طولانی قابل حل خواهد بود. من هیچ وقت بدبین نبودم و شرایط دولت جدید به نحوی است که حتماً نباید بدبین باشیم، چون اراده کافی وجود دارد و همچنین در طرف مقابل شیوه مناسب منطقی قوی نیز وجود دارد، پس اگر طرف مقابل هم اراده جدی داشته باشد، در جهت حل مسئله حرکت خواهیم کرد. حسن روحانی می‌گوید در مسئله هسته‌ای باید بازی برد برد را پیگیری کنیم، طبیعی است کسی که بازنده باشد تحمل نمی‌کند و کار را ادامه نمی‌دهد. پس برای ادامه کار و برای بازی برد برد آمده‌ایم که شروع کار در نیویورک خواهد بود و وزیر خارجه ملاقات‌هایی را با وزرای مربوطه خواهد داشت و بنده هم ملاقات‌هایی را با برخی وزرای ۱ + ۵ که درخواست داده‌اند، خواهم داشت.

## گفتگو با NBC
حسن روحانی در گفتگو با شبکه NBC گفت «دولت در برنامه هسته‌ای کاملاً قدرتمندانه وارد می‌شود. دارای اختیارات کامل هست دولت من مذاکرات هسته‌ای را به وزارت خارجه واگذار کرده‌است اما مشکل از طرف ما نخواهد بود ما اراده سیاسی کامل برای حل این مسئله را خواهیم داشت. ما می‌خواهیم مواضعمان را در مجمع عمومی سازمان ملل به صراحت بیان کنیم. راجع به سیاست خارجی، مسائل بین‌المللی و از جمله مسائل هسته‌ای، منطقه‌ای. انتظار ما این است که دنیا صدای ما را به خوبی بشنود. صدای من در واقع تکرار صدای ملت ایران است. ملت ایران در این انتخابات مسیر اعتدال و میانه روی را برگزید و اعتدال و میانه روی در سیاست خارجی به معنای تعامل سازنده با کشورهای جهان است. مذاکره هسته‌ای یک چیز بیشتر نیاز ندارد و آن اراده سیاسی طرف مقابل برای حل و فصل نهایی مسئله است. از طرف ما این اراده به صورت کامل وجود دارد و اگر طرف مقابل اراده سیاسی داشته باشند موضوع هسته‌ای بسیار ساده است و در زمانی نه چندان طولانی به حل و فصل نهایی خواهد رسید. معنای برد برد این است که کشورهای طرف مذاکره به حقوق حقه قانونی صلح‌آمیز هسته‌ای ایران اذعان و پذیرش داشته باشند و از طرف ما اعتماد لازم به طرف‌های مذاکراتی برای صلح‌آمیز بودن این فعالیت‌ها داده شود. این به معنی برد برد است. من تجربه کافی در مذاکرات خارجی و از جمله مذاکرات هسته‌ای دارم و با این تجربه دارم می‌گویم که یک چیز بیشتر از طرف مقابل یعنی ۱+۵ نمی‌خواهیم و ان اراده سیاسی است و اگر اراده سیاسی باشد حل این مسئله بسیار آسان است. ما فقط می‌خواهیم فعالیت هایمان فعالیت‌های هسته‌ای مان صلح‌آمیز باشد و نظارت بین‌المللی بر فعالیت هایمان را قبول کرده‌ایم. از نظر ما حل این مسئله ساده است و اگر اراده سیاسی طرف مقابل باشد همه مواردی که می‌شود روی میز قرار بگیرد قابل حل و فصل است. در مسئله هسته‌ای اینکه امریکایی‌ها اذعان کنند تمام حقوق قانونی ایران در زمینه فناوری صلح‌آمیز هسته‌ای را اذعان، پذیرش و قبول دارند.»

## کتاب‌های مرتبط
کتاب امنیت ملی و دیپلماسی هسته‌ای نوشته حسن روحانی بازگوکننده دیدگاه‌های وی در موضوع برنامه و پرونده هسته‌ای ایران است. او در این کتاب، خاطرات خود از مسائل و حوادث به وجود آمده در ۶۷۸ روز مسئولیت خود و همکارانش (۱۳۸۲/۷/۱۴ تا ۱۳۸۴/۵/۲۴) حول موضوع انرژی هسته‌ای ایران و چالش‌های به وجود آمده توسط کشورهای غربی به خصوص آمریکا و سه کشور اروپایی فرانسه، آلمان و بریتانیا را بیان می‌کند.

## سفر به سازمان ملل (۱۳۹۲)
حسن روحانی دربارهٔ موضوع هسته‌ای و مذاکرات انجام شده با کشورهای غربی در نیویورک گفت به‌طور طبیعی نسبت به مسائل هسته‌ای با کشورهای اروپایی بیشتر بحث کردیم و اولین جلسه ۱+۵ در سطح وزرا که از سال ۲۰۰۵ تاکنون انجام نشده بود تشکیل شد که اولین گام برای حرکت به سمت حل مسئله هسته‌ای است.
وی همچنین بعد از این سفر گفت: اولین قدم در این سفر برداشته شد و آن نیز اجلاس پنج به‌علاوه یک بود که در سطح وزیران انجام شد و من نسبت به زمان، از نتیجه آن راضی هستم. قدم‌ها باید به صورت حساب شده و دقیق برداشته شود. رئیس جمهور ایران در پاسخ به سؤالی دربارهٔ نقش ایتالیا در حل وفصل مسئله هسته‌ای با اشاره به دیدار خود با نخست وزیر ایتالیا، این دیدار را بسیار مفید ارزیابی کرد و گفت: در این دیدار فرصتی فراهم شد تا نسبت به مسایل مورد نظر دو طرف گفتگو کنیم. ما از هر کشوری که برای حل و فصل مسئله هسته‌ای ایران به ما کمک کند، استقبال می‌کنیم. بحث اصلی این بود که ایتالیا به عنوان کشور مهم در اتحادیه اروپا تلاش کند که موضوع هسته‌ای ایران سرعت عمل بیشتری پیدا کند. رئیس‌جمهور افزود: خود آن‌ها می‌گویند، این جنگ ۳+۳ است و نمی‌خواهند ۳+۴ شود و آنچه در این دیدار مطرح بود اینکه ایتالیا در اتحادیه اروپا به عنوان یک عضو مؤثر برای روند حل و فصل مسئله هسته‌ای ایران تلاش کند. دولت اختیار کافی برای اینکه مذاکرات ۱+۵ به نتیجه برسد را دارد. حسن روحانی همچنین اضافه کرد: دولت اختیارات لازم را در مذاکرات هسته‌ای دارد و من برای این گفتگوها وزیر امور خارجه را انتخاب کرده‌ام. حسن روحانی با اشاره به اینکه «دولت به هر نتیجه‌ای که برسد از پشتیبانی سایر قوا و ملت برخوردار است» گفت: در مذاکرات مهمی مثل چنین مذاکراتی نمی‌تواند دولت ایران بدون پشتوانه و اجماع داخلی وارد عمل شود. رئیس‌جمهور ایران افزود: دیدارهای وزیر امور خارجه در ۱+۵ در فضای مثبت و امیدوارکننده برگزار شده و ما امیدواریم این مذاکرات بتواند بزودی به نتیجه ملموس برسد. حسن روحانی در پاسخ به سؤال خبرنگار پی پی اس نیوز مبنی بر اینکه «سال ۲۰۰۳ رئیس تیم مذاکره‌کننده بودید و گفتگوهای خوبی داشتید، آیا این بار نیز می‌توانید با شرکای خودتان یک چنین همکاری داشته باشید؟» گفت: هر کاری که در آن دوره انجام گرفت بر مبنای توافق‌های دو طرف بود. ما هیچوقت به شرکای اروپایی نگفته بودیم که اصفهان را تکمیل نمی‌کنیم چرا که اصفهان از پایه زیر نظر آژانش بوده‌است. ما هیچگاه راه فریب را انتخاب نکردیم. ما شفاف سخن گفتیم و شفاف عمل کردیم. شما هیچ موردی در این دولت نخواهید دید چه در داخل و چه با طرف خارجی زیر قولش بزند. رئیس جمهور ایران افزود: ما به صراحت می‌گوییم، می‌خواهیم از فناوری هسته‌ای برخوردار باشیم. ما به صراحت می‌گوییم می‌خواهیم زیر نظر آژانس بوده و به صراحت می‌گوییم به معاهداتمان پایبند هستیم. ما به صراحت می‌گوییم دنبال بمب نیستیم. حسن روحانی تأکید کرد: هیچ جا برخلاف معاهداتمان عمل نکردیم و در ۱+۵ می‌خواهیم به طرفهایمان اطمینان بشتر بدهیم. حسن روحانی در ادامه نشست خبری در پاسخ به سؤالی مبنی بر اینکه چه طرحی را در اجلاس ژنو ارائه می‌دهید و ایران چه انتظاراتی از ۱+۵ برای کاهش تحریم‌ها دارد؟ گفت: نظرمان این است که نخست همه کشورها بر اصول توافق کنیم و اگر بتوانیم بر روی یک اصل توافق کنیم، می‌توان به نقشه راه مشترکی دست یافت. وی با اشاره به دیدار با فرانسوا اولاند در این سفر گفت: بحث و گفتگوهایی با رئیس جمهوری فرانسه در زمینه منطقه داشته‌ایم و چارچوب طرح‌هایی که مورد نظر جمهوری اسلامی ایران بوده را مطرح کرده‌ام. باید بر مبنای اصولی که همه توافق می‌کنیم بتوانیم به نقشه راه آینده دست پیدا کنیم.
رئیس جمهور ایران در خصوص موضوع استفاده از فناوری هسته‌ای در دیدار با بان کی مون (۱۳۹۲) گفت: ما شاهد رفتارهای دوگانه هستیم، از یک سو کشورهایی هستند که باید سلاح هسته‌ای خود را نابود می‌کردند اما این کشورها با تکنولوژی‌های بالاتر به تولید سلاح پرداختند و از سوی دیگر کشورهایی در پی آن هستند تا مانع استفاده صلح‌آمیز دیگر ملت‌ها از انرژی هسته‌ای شوند. برخی از این کشورها نه تنها به معاهدات بین‌المللی نپیوستند بلکه در جهت تولید سلاح نیز اقدام کرده‌اند. این در حالی است که اگر کشوری در چارچوب مقررات npt و پادمان به فعالیت صلح‌آمیز بپردازد در فشار قرار می‌گیرد و این به معنی تضعیف معاهدات بین‌المللی است چرا که در این معاهدات پیش‌بینی شده کشورهای دارای تکنولوژی می‌بایست به کشورهای در حال توسعه کمک کنند. جمهوری اسلامی ایران قویاً با تولید، انباشت و استفاده از سلاح کشتار جمعی خصوصاً سلاح هسته‌ای مخالف است. ایران خود قربانی سلاح شیمیایی است و ایده خاورمیانه عاری از سلاح هسته‌ای را مطرح کرده‌است. ما در زمینه فعالیت صلح‌آمیز هسته‌ای همکاری کامل با آژانس داشته‌ایم و آژانس نیز صراحتاً عدم انحراف ایران را اعلام کرده‌است ولی با این حال چنانچه کشورهایی نگرانی منطقی در این خصوص داشته باشند آماده حل و فصل آن هستیم. حسن روحانی با اشاره به اعمال تحریم‌های یکجانبه از سوی برخی کشورها علیه ایران گفت: این تحریم‌ها در حالی سبب رنج مردم شده که زمینه ساز هیچ گونه اعتمادی نشده‌است. وی تأکید کرد: قطعاً تهدید و تحریم اثر منفی خواهد داشت.

## ‍۱۴۰۴
در ۲۲ مرداد ۱۴۰۴ روحانی تحلیلی از جنگ ۱۲ روزه و وضعیت ایران در پی آن منتشر کرد. در خصوص مذاکرات هسته‌ای، روحانی اظهار داشت که «باید رابطه‌مان را با دنیا تقویت کنیم. اگر مذاکره به نفع کشور و منافع ملی و امنیت ملی باشد با هر کس که آماده مذاکره است، حرف بزنیم... اگر بتوانیم روابط با اروپا، همسایگان و شرق و غرب، حتی تنش با آمریکا را در شرایطی که به نفع منافع ماست، کاهش دهیم، چه اشکالی دارد؟ نه تنها اشکال ندارد بلکه لازم و واجب است. تنش و تخاصم را باید کاهش دهیم.»